# Milan Kerbr
Milan Kerbr (Uherské Hradiště, 6 settembre 1967) è un ex calciatore ceco, di ruolo attaccante.

## Carriera

### Club
Dopo aver iniziato nelle giovanili del Jiskra Staré Město e del Slovácká Slavia Uherské Hradiště, fece il servizio militare con la maglia del VTJ Tachov. Dal 1989 al 1991 militò nello Svit Zlín.
Nel 1991 passò allo Sigma Olomouc, dove alla sua prima stagione giocò 27 partite. Negli anni successivi non mise a segno molte reti, ciononostante fu convocato per disputare il campionato d'Europa 1996.
Nel 1997 si trasferì in Germania al Greuther Fürth, squadra di 2. Bundesliga. Nel 1999 giocò per sei mesi in Regionalliga con l'SC Weismain e terminò la carriera nel 2002 con l'SSV Reutlingen complice un infortunio al menisco.

### Nazionale
Con la Rep. Ceca collezionò 2 presenze. Partecipò al campionato europeo 1996 senza scendere in campo.